# Globulina fijadora de hormonas sexuales

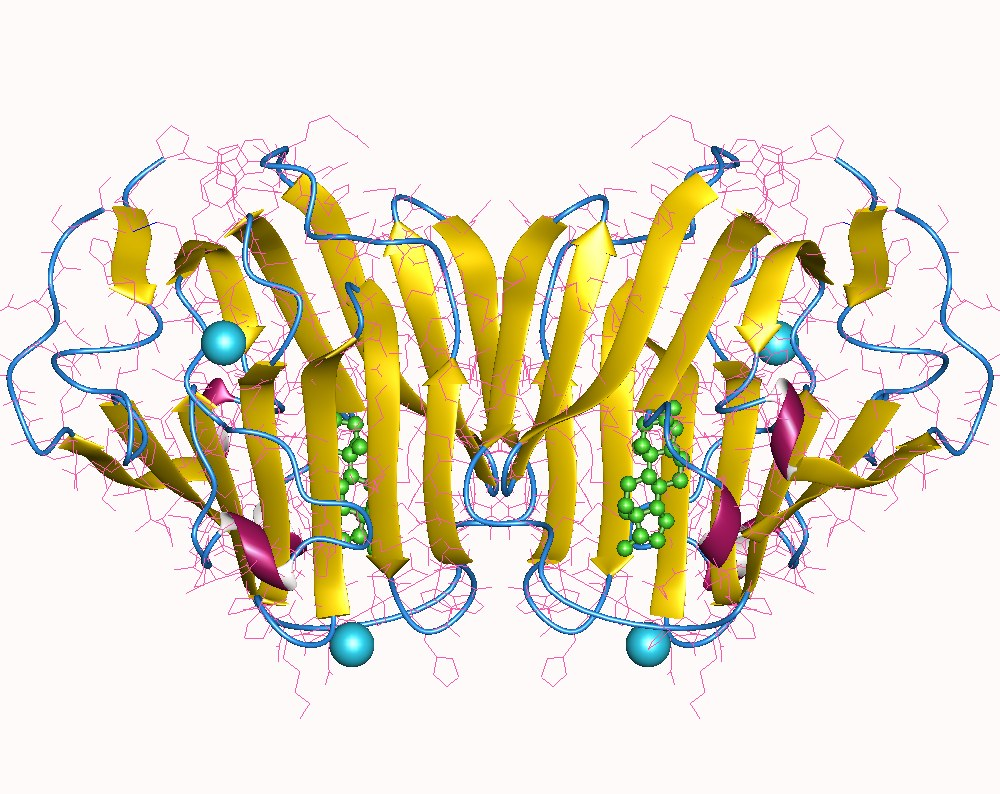
Sex hormone binding globulin dimer, Human.

La globulina fijadora de hormonas sexuales SHBG (del inglés Sex Hormone Binding Globulin), es una glucoproteína que se fija a las hormonas sexuales, específicamente a testosterona y estradiol. Diferentes hormonas esteroideas, como la progesterona, cortisol y otros corticosteroides son fijados por la transcortina.

## Transporte y producción
Tanto la testosterona como el estradiol circulan por el torrente sanguíneo, fijados principalmente por esta globulina y, en menor medida, por la albúmina. Sin embargo, una pequeña cantidad de estas hormonas queda "libre" y, de este modo, biológicamente activa y capaz de entrar en una célula para activar su receptor. La SHBG inhibe la función de estas hormonas, por lo que su biodisponibilidad queda influida por el nivel de esta globulina, la cual tiene una afinidad más alta con el andrógeno dihidrotestosterona que con la testoterona o el estradiol, haciendo por ello que sea esencial en las mujeres para regular la disponibilidad de dicho andrógeno.
El hígado, aunque es el principal productor de SHBG, no es el único, el cerebro, útero, testículos y placenta también la producen. La SHBG producida por las células de Sertoli de los testículos se llama proteína fijadora de andrógenos. El gen responsable de la SHBG está localizado en el cromosoma 17.

## Control
Los niveles de esta globulina fijadora parecen estar controlados por un delicado equilibrio entre factores estimuladores e inhibidores. Su nivel disminuye debido a proporciones altas de insulina y al factor de crecimiento insulínico tipo 1 (IGF1), así como a niveles altos de andrógeno y transcortina; mientras que altos niveles de hormona del crecimiento, estrógenos y tiroxina lo incrementan.
Sin embargo, investigaciones recientes sugieren que es la producción de grasas en el hígado la que reduce los niveles de SHBG, no el efecto directo de la insulina ni los mecanismos genéticos específicos.

## Valores en sangre
Los rangos de referencia de análisis de sangre estimados para SHBG son:
| Tipo de paciente              | Rango           |
| ----------------------------- | --------------- |
| Mujer adulta, premenopáusica  | 40 - 120 nmol/L |
| Mujer adulta, postmenopáusica | 28 - 112 nmol/L |
| Hombre adulto                 | 20 - 60 nmol/L  |
| Edad 1 - 23 meses             | 60 - 252 nmol/L |
| Prepuberal (24m - 8y)         | 72 - 220 nmol/L |
| Mujer puberal                 | 36 - 125 nmol/L |
| Hombre puberal                | 16 - 100 nmol/L |

## Enfermedades o condiciones con niveles altos o bajos
Las enfermedades que conllevan niveles bajos de SHBG incluyen el síndrome de ovario poliquístico, diabetes e hipotiroidismo. Entre las que producen niveles altos se encuentran el embarazo, hipertiroidismo y anorexia nerviosa.